# Bahram II.
Bahram II., Vahram II. ali Varahram II. (srednjeperzijsko 𐭥𐭫𐭧𐭫𐭠𐭭‎, novoperzijsko بهرام دوم)  je bil peti sasanidski kralj kraljev (šahinšah) Irana, ki je vladal od leta 274 to 293, * ni znano, † 293.
Na prestol je prišel v najstniških letih s pomočjo vplivnega zaratustrskega svečenika Kartirja.•	  S Kartirjevo pomočjo je na prestol prišel tudi Bahramov oče Bahram I.
Na prestolu  ga je čakalo veliko izzivov. Na vzhodu je izbruhnil upor pod vodstvom njegovega brata Hormizda I. Kušanšaha iz Kušano-Sasanidske dinastije,  ki je prav tako privzel naslov kralja kraljev in morda zahteval prestol Sasanidskega cesarstva. V tem času se mu je v Sakastanu uprl tudi bratranec Hormizd Sakastanski, v Huzestanu pa zaratustrska duhovščina pod vodstvom velikega svečenika (mowbed). Rimski cesar Kar je izkoristil turbulentno stanje v Iranu in leta 283 napadel iransko Mezopotamijo.  Bahram II. je bil med napadom na vzhodu države in ni mogel koordinirati obrambe na dveh frontah. Rimljani so verjetno osvojili sasanidsko prestolnico Ktezifon. Kar je kmalu zatem umrl, domnevno zaradi udara strele. Rimska vojska se je umaknila in Mezopotamija je ponovno postala sasanidska. Bahram II. je pred koncem svojega vladanja sklenil mirovni sporazum z rimskim cesarjem Dioklecijanom in umiril stanje v Huzestanu.
Bahram II. je bil prvi sasanidski vladar, ki je koval denar svoje družine. Naročil je klesanje več skalnih reliefov, na katerih so bili upodobljeni tudi člani njegove družine in visokega plemstva. Nasledil ga je sin Bahram III., katerega je po samo štirih mesecih vladanja strmoglavil Narseh, sin drugega sasanidskega vladarja Šapurja I. (vladal 240–270).

## Ime
Teoforično ime Bahram je novoperzijska oblika srednjeperzijskega imena Warahrāna, ki se piše tudi Wahrām, in izhaja iz staroiranskega Vṛθragna. Avestanski ekvivalent imena je bil Verethragna, ime starega iranskega boga zmage, medtem ko se je partska različica glasila * Warθagn. V grščini se ime glasi Baranes  in v armenščini Vahagn/Vrām.

## Ozadje
Bahram II. je bil najstarejši sin Bahrama I. (vladal 271–274), četrtega kralja (šah) iz Sasanidske dinastije in vnuk prominentnega šaha Šapurja I. (vladal okoli 240–270). Sasanidi so kot suvereni Irana leta 224 izpodrinili partsko Arsakidsko dinastijo,  ko je praded Bahrama II. Ardašir I. v bitki pri Hormozdganu porazil in ubil zanjega arsakidskega monarha Atrabana IV. (vladal 213–224).
Bahram II. ni bil rojen pred letom 262, ker v napisu Šapurja I. v Zaratustrovi kaabi med družinskimi člani ni omenjen. Njegovega  očeta Bahrama I. niso šteli za kandidata za sasanidski prestol, čeprav je bil najstarejši sin Šapurja I., morda zato, ker je bila njegova mati princesa nepomembnega kraljestva ali celo očetova ljubica.  Šapur I. je umrl leta 270. Nasledil ga je sin Hormizd I., ki je vladal samo eno leto in umrl. Prestol je nasledil Bahram I. s pomočjo vplivnega zaratustrskega svečenika Kartirja. Po prihodu na prestol se je sporazumel z Narsehom, da se slednji odpove prestolu in dobi v zameno položaj guvernerja v pomembni obmejni provinci Armeniji, ki je bila predmet stalnih sporov med Sasanidskim in  Rimskim cesarstvom. Narseh je kljub temu zelo verjetno imel Bahrama I. za uzurpatorja.

## Guvernerstvo in prihod na prestol
Bahram II. je po očetovem prihodu na oblast postal guverner jugovzhodnih provinc Sakastan , Sindh in Turgistan, ki jih je pred njim upravljal Narseh. Sakastan je bil zelo oddaljen od prestolnice Ktezifon in je že od osvojitve veljal za provinco, ki jo je težko obvladovati. Provinca je zato od samega začetka delovala kot nekakšno vazalno kraljestvo, v katerem so vladali člani cesarske družine. Naslavljali so se s sakanšah (kralj Sakov). Vladavina Bahrama I. se je končala z njegovo smrtjo septembra 274. Nasledil ga je sin Bahram II. in ne Narseh, čeprav je bil še najstnik. Na prestol mu je morda pomagal priti svečenik Kartir. Dogodki so najverjetneje razburili Narseha, ki je imel naslov vazurg šāh Arminān (veliki kralj Armenije) in so ga uporabljali sasanidski prestolonasledniki.

## Vladanje

### Vojne
Bahram II. se je med vladanjem soočal s precejšnjimi izzivi. Brat Hormizd I. Kušanšah, ki je upravljal vzhodni del cesarstva (Kušano-Sasanidsko kraljestvo), se mu je uprl. Bil je prvi kušano-sasanidski vladar, ki je koval denar z napisom "Hormizd, veliki kralj kraljev Kušana" namesto tradicionalnega napisa "veliki kralj Kušana". Kušano-sasanidski kralj je z naslovom "kralj kraljev", ki ga je prvotno uporabljalo tudi Kušansko cesarstvo, pokazal pomemben prehod v kušano-sasanidski ideologiji in morda spor z vladajočo vejo sasanidske družine. Hormizda I. Kušanšaha so v njegovih prizadevanjih podprli Sakastani, Gilaki in Kušani.
V Sakastanu je izbruhnil še en upor, ki ga je vodil Hormizd Sakastanski, bratranec Bahrama II. V nekaterih virih sta Hormizd Sakastanski in Hormizd I. Kušanšah ista oseba, vendar po mnenju iranologa Khodadada Rezakhanija to ni bilo mogoče. Istočasno je potekal tudi upor v Huzestanu pod vodstvom visokega svečenika (maubed), ki je za nekaj časa prevzel oblast v provinci.
Rimski cesar Kar je medtem izvedel za državljansko vojno v Sasanidskem cesarstvu, izkoristil svojo prednost in leta 283 napadel Sasanidsko cesarstvo. Medtem ko je bil Bahram II. na vzhodu, je napadel Mezopotamijo in brez večjih spopadov oblegal sasanidsko prestolnico Ktezifon. Sasanidi se zaradi notranjih težav niso mogli uspešno vojskovati na dveh frontah. Kar je s svojo vojsko osvojil Ktezifon in kmalu zatem umrl, domnevno zaradi udara strele. Rimska vojska se je umaknila in Mezopotamijo so ponovno zasedli Sasanidi.

### Utrditev cesarstva
Bahram II. je naslednje leto sklenil mir z novim rimskim cesarjem Dioklecijanom, ki se je tokrat sam soočal s težavami v svojem cesarstvu. Armenija je bila s sporazumom razdeljena med obe cesarstvi. V zahodnem delu je vladal prorimsko usmerjeni arsakidski princ Tiridat III., večji vzhodni del pa je obdržal Narseh. Sodobna zgodovinarka Ursula Weber trdi, da delitav ni skladna s podatki v drugih virih in da so Sasanidi najverjetneje obdržali oblast v Armeniji do sklenitve Nisibiškega miru leta 299.
Tisto leto je Bahram II. zagotovil prestol Kavkaške Iberije Mirijanu III., iranskemu knezu iz družine Mihran, ene od sedmih velikih partskih rodbin. Motiv za njegov ukrep je bila utrditev sasanidske oblasti na Kavkazu in izraba iberske prestolnice Mcheta za izhodišče do pomembnih prelazov preko Kavkaza. Iberija je bila za Bahrama II. tako pomembna, da je baje osebno odšel v Mcheto, da bi Mirijanu III. zagotovil vladarski položaj. V Iberijo je poslal svojega veljaka, Mihranida Mirvanoza, da bi bil skrbnik komaj sedemletnemu Mirijanu III.
Do smrti Bahrama II. leta 293 so bili upori na vzhodu zatrti. Za guvernerja Sakastana je bil imenovan Bahramov sin Bahram III., ki je dobil naslov sakanshah (kralj Sakov). Po smrti Bahrama II. je bil Bahram  proti svoji volji imenovan za šaha Parsa. Za šaha ga je imenovala skupina plemičev pod vodstvom iranskega aristokrata Vahmana in s podporo mešanskega guvernerja Adurfarobaja. Po štirih mesecih vladanja ga je Narseh odstavil in usmrti Vahnama. Nasledstvena linija je prešla na Narseha, čigar potomci so vladali do padca Sasanidskega cesarstva leta 651.

## Odnosi s Kartirjem in verska politika
Sasanidski šahi pred Bahramom II. so bili "mlačni zaratustrijanci". Bahram II. je ponos na svoje  božansko ime pokazal tako, da je tudi sina imenoval Bahram in kot osrednji element svoje krone izbral krila božanske ptice  Veretragna. Tako kot njegov oče je tudi on dobro sprejel vplivnega zaratustrskega duhovnika Kartirja. V njem je videl  svojega mentorja,  mu podelil naslov  dostojanstvenika (wuzurgan) in ga imenoval za vrhovnega sodnika (dadwar) celotnega imperija, kar pomeni, da so duhovniki dobili funkcijo sodnika. Kartir je bil imenovan tudi za upravnika Anahitinega ognjenega templja v Istahru, ki je bil dotlej v domeni sasanidske družine. Sasanidski kralji so s tem v cesarstvu izgubili velik del svoje verske avtoritete. Duhovščina je po vsej državi prevzela vlogo sodnikov in najverjetneje sodila po zaratustrski sodni praksi. Izjema so bili spori med pripadniki drugih verstev.
Kartir je pod Bahramom II. nedvomno postal močna osebnost v Sasanidskem cesarstvu. V svojem napisu v Zaratustrovi kaabi trdi, da je "udaril" po nezaratustrskih manjšinah kot so bili kristjani, Judje, mandejci, manihejci in budisti. Po mnenju sodobnega zgodovinarja Parvaneha Pourshariatija ni jasno, v kolikšni meri se je Kartirjeva izjava implementirala oziroma kako uspešni so bili ukrepi, ki jih je spodbujal. Niti judovski niti krščanski viri namreč ne omenjajo, da bi se v tem obdobju dogajala verska preganjanja.

## Denar
Od Bahrama II. so vsi sasanidski šahi na svojih kovancih upodobljeni z uhani. On sam je bil prvi šah, ki je imel na kroni krila, ki so se nanašala na krila božje ptice Veretragne. Tako kot njegova predhodnika Hormizd I. in Bahram I. je imel na kovancih napis "častilec Mazde, božanski Bahram, kralj kraljev Irana in Neirana, katerega podoba/sijaj je od bogov".
Na nekaterih kovancih je upodobljen samo on, da drugih skupaj z žensko osebo, na tretjih z golobradim mladeničem z visoko tiaro in na četrtih z žensko in golobradim mladeničem. Natančen pomen razlik ni jasen.
Golobradi mladenič bi lahko bil kronski princ Bahram III., ženska pa kraljica Šapurduhtak, ki je bila njegova sestrična.  Če je to res, je bil Bahram II. prvi šah, ki je na kovancih upodabljal člane svoje družine. Sodobni zgodovinar  Jamsheed Choksy je poskušal ugotoviti, ali ženska predstavlja boginjo Anahito in golobradi mladenič Veretragno.
Na hrbtni strani vseh kovancev je upodobljen tradicionalni ognjeni oltar z dvema spremljevalcema.
- Kovanec Bahrama II. s kraljico Šapurduhtak
- Kovanec Bahrama II. s sinom in naslednikom Bahramom III.
- Kovanec Bahrama II. s Šapurduhtak in Bahramom III.

## Skalni reliefi
Bahram II. je ukazal izklesati več skalnih reliefov. Na reliefu v Guyomu, 27 km severozahodno od Širaza, je upodobljen samo on.
Na reliefu v Sar Mahšadu južno od Kazeruna je prikazan kot lovec, ki ubila leva. Kraljica ga varuje z dvignjeno desnico, medtem ko ga Kartir in druga oseba, najverjetneje princ, opazujeta. Prikazu so pripisovali več simboličnih in metaforičnih pomenov, vendar je najverjetneje prikazoval kraljevo hrabrost na  resničnem lovu.
Relief v Sarab-e Bahramu blizu Nurabada in 40 km severno od Bišapurja prikazuje Bahrama II.,  Kartirja in guvernerja Iberije Papaka.
Na četrtem reliefu v Bišapurju je Bahram II. upodobljen na konju, pred njim pa stojijo iranski dostojanstvenik in šest odposlancev, ki bi, po opravi sodeč, lahko bili Arabci. Konji in kamele so verjetno del davka sanidskemu vladarju. Zgodovinsko ozadje prizora je nejasno.
Na petem reliefu v Nakš-e Rostamu Bahram II. stoji, obdan s člani svoje družine in spremljevalci. Na njegovi levi stojijo žena Šapurduhtak, princ,  kronski princ Bahram III., Kartir in Narseh, na desni pa Papak in dva druga dostojanstvenika.
Šesti relief, na katerem je upodobljena borba konjenikov, je izklesan neposredno pod grobnico ahemenidskega kralja Dareja Velikega (vladal 522-486 pr. š. št.). Na zgornji paneli je prikazan Bahram II. v bitki z rimskim cesarjam Karom, v kateri se je razglasil za zmagovalca. Na spodnji paneli je prikazan v vojni s Hormizdom I. Kušanšahom.
Na sedmem reliefu v Tang-e (ali Sarab-e) Kandilu je upodobljena njegova investitura, na kateri Bahram II. prejema cvet od boginje Anahite. Na drugem izkazuje pobožnost, medtem ko mu dvorjan ponuja diadem.
- Skalni relief Bahrama II. v Guyomu
- Skalni relief v Sar Mašhadu, na katerem Bahram II. ubija dva leva
- Relief v Sarab-e Bahramu; ob Bahramu II. stojijo dostojanstveniki, Kartir in Papak
- Dvorni prizor v Nakš-e Rostamu
- Relieg v Tang-e (ali Sarab-e) Kandilu, ki prikazuje Bahramovo investituro
- Prvi relief v Barm-e Delaku, na katerem Bahram II. poklanja cvet kraljici Šapurduhtak
- Drugi relief v Barm-e Delaku, na katerem Bahram II. izkazuje pobožnost, dvorjan pa mu ponuja  diadem

## Zapuščina
Med vladavino Bahrama II. je v Iranu cvetela umetnost, zlasti v upodobitvah šaha in njegovih dvorjanov. Bil je prvi in edini šah, ki je na svojih kovancih upodobil žensko. Izjema je bila kraljica Boran (vladala 630–630, 631–632). Sodobni zgodovinar Matthew P. Canepa ima Bahrama II. za razmeroma šibkega šaha, katerega pomanjkljivosti so Kartirju omogočile, da je prevzel nekatere kraljeve privilegije. Na vojnem področju je bil bolj uspešen. Zatrl je upore v Huzestanu in na vzhodu in odbil napade Rimljanov v Mezopotamiji. Po mnenju Darjaeja in Rezakanija je bila vladavina Bahrama II. "videti stabilna in upravno vedno bolj obrnjena sama vase".